# Горабережоули
Горабережоули (груз. გორაბერეჟოული) — село в Грузии, на территории Чохатаурского муниципалитета края (мхаре) Гурия.

## География
Село находится в западной части Грузии, на левом берегу реки Супсы, на расстоянии приблизительно 1 километра (по прямой) к юго-западу от посёлка городского типа Чохатаури, административного центра муниципалитета. Абсолютная высота — 151 метр над уровнем моря.

## Население
По результатам официальной переписи населения 2014 года, в Горабережоули проживало 628 человек (295 мужчин и 333 женщины). В национальной структуре населения грузины составляли 99,8 %, русские — 0,2 %.
| Год  | Население, человек |
| ---- | ------------------ |
| 2002 | 766                |
| 2014 | ↘ 628              |